# Resolució 501 del Consell de Seguretat de les Nacions Unides
La Resolució 501 del Consell de Seguretat de les Nacions Unides, fou aprovada el 25 de febrer de 1982, després de recordar la resolució anterior del Consell de Seguretat de les Nacions Unides sobre el tema, en especial la resolució 425 (1978), i considerant un informe del secretari general sobre la Força Provisional de les Nacions Unides al Líban (UNIFIL), el Consell va observar la necessitat contínua de la Força atesa la situació entre Israel i Líban.
La resolució va augmentar la mida de la UNIFIL de 6.000 a 7.000 empleats, i va reiterar els objectius de la Força, incloent la demanda que es pugui operar lliurement a la regió sense restriccions.
La resolució 501 va ser aprovada per 13 vots contra cap, mentre que la República Popular de Polònia i la Unió Soviètica es van abstenir de votar.